# Institut Carnot Chimie Balard Cirimat
 (octobre 2018).
Si vous disposez d'ouvrages ou d'articles de référence ou si vous connaissez des sites web de qualité traitant du thème abordé ici, merci de compléter l'article en donnant les références utiles à sa vérifiabilité et en les liant à la section « Notes et références ».
 (octobre 2018).
L’institut Carnot Chimie Balard Cirimat est une structure de recherche partenariale située en Occitanie. Il regroupe plusieurs recherches scientifiques du domaine de la chimie, des Matériaux et des Procédés. 
Il est l’un des 38 instituts labellisés Carnot par le Ministère de l’Enseignement Supérieur, de la Recherche et de l’Innovation en France.

## Historique
L’institut Carnot Chimie Balard Cirimat a été labellisé institut Carnot en 2016, lors de l’appel à projet Carnot 3 du Ministère chargé de la Recherche, dont la gestion a été confiée à l’Agence Nationale de la Recherche. Il est issu de la réunion entre deux instituts Carnot : l’institut Carnot Chimie Balard à Montpellier et l’institut Carnot Cirimat à Toulouse, tous deux issus de la première vague de labellisation en 2006.  
La réunion entre l’institut Carnot Cirimat et l’institut Chimie Balard s’est faite au moment de la création de la Région Occitanie et autour de la thématique commune de la chimie, des matériaux et des procédés.

## Composition: laboratoires et équipes de recherche
L’institut Carnot Chimie Balard Cirimat est un institut de recherche partenariale issu de laboratoires académiques. Il s’appuie sur 4 Unités Mixtes de Recherche (UMR) de l’Université de Montpellier et de l’Université Paul Sabatier de Toulouse :
- Centre inter-universitaire de recherche d'ingénierie des matériaux (CIRIMAT, UMR 5085)[6]
- Institut des Biomolécules Max Mousseron (IBMM, UMR 5247)[7]
- Institut Charles Gerhardt de Montpellier (ICGM, UMR 5253)[8]
- Institut Européen des Membranes (IEM, UMR 5635)[9]

En 2016, l’institut Carnot Chimie Balard Cirimat comptait 630 personnels de recherche. Il est labellisé ISO 9001 : 2015.  
Les établissements de tutelle de l’institut Carnot Chimie Balard Cirimat sont : le CNRS, l’École nationale supérieure de chimie de Montpellier, l’INP de Toulouse, l’Université de Montpellier et l’Université Paul Sabatier,.

## Le Réseau Carnot
L’institut Carnot Chimie Balard Cirimat est également membre du réseau Carnot. Ce réseau  est formé par les 29 instituts Carnot et les 9 Tremplins Carno qui existent en France. Il est animé par l’association des instituts Carnot. 